# 浪江町立浪江中学校
浪江町立浪江中学校（なみえちょうりつ なみえちゅうがっこう）は、福島県双葉郡浪江町にあった公立中学校。

## 概要
本校は、元々浪江町内の広範囲を学区としていたが、2011年（平成23年）3月11日午後に発生した東北地方太平洋沖地震（東日本大震災）と津波、およびその直後に起きた福島第一原子力発電所事故の影響により町内全域が避難区域に指定され、同年8月25日に二本松市の旧針道小学校の校舎を臨時校舎として授業を続けていたが、2019年（平成31年）3月31日をもって、浪江町内に2018年（平成30年）4月に開校したなみえ創成中学校に統合され、休校となり、2021年（令和3年）3月末をもって廃校となった。

## 沿革
- 1947年（昭和22年）4月 - 学校教育法により、開校。
- 1970年（昭和45年）4月1日 - （旧）浪江・大掘・苅野の各中学校が統合し、（新）浪江中学校開校。
- 2011年（平成23年）
  - 3月11日 - 14時46分ころに発生した東日本大震災とその直後に発生した津波、さらにその後に起きた福島第一原子力発電所事故の影響により、休校となる。
  - 8月25日 - 二本松市針道字堤崎25番地の旧針道小学校校舎を借り、授業再開。
- 2019年（平成31年）
  - 3月13日 - 第49回卒業証書授与式挙行。これが、「浪江中学校」としての最後の卒業式となった。
  - 3月22日 - 最後の修了証書授与式挙行。これをもって、事実上の休校。
  - 3月31日 - 休校。なみえ創成中学校に実質統合。
- 2021年（令和3年）3月31日 - 廃校[1]。